# Cocky
Cocky é o quinto álbum de estúdio do cantor Kid Rock, lançado a 20 de novembro de 2001.
| Críticas profissionais                                                      | Críticas profissionais |
| Avaliações da crítica                                                       | Avaliações da crítica  |
| Fonte                                                                       | Avaliação              |
| --------------------------------------------------------------------------- | ---------------------- |
| allmusic                                                                    | [ 2 ]                  |
| Robert Christgau                                                            | (sem nota)             |
| Esta tabela precisa de ser acompanhada por texto em prosa. Consulte o guia. |                        |

## Faixas
1. "Trucker Anthem" - 4:39
2. "Forever" - 3:46
3. "Lay It on Me" - 4:56
4. "Cocky" - 3:57
5. "What I Learned Out On the Road" - 4:58
6. "I'm Wrong, But You Ain't Right" - 4:56
7. "Lonely Road of Faith" - 5:28
8. "You Never Met a Motherfucker Quite Like Me" - 4:53
9. "Picture" (com Sheryl Crow) - 4:58
10. "I'm A Dog" - 3:36
11. "Midnight Train to Memphis" - 4:44
12. "Baby Come Home" - 3:08
13. "Drunk In the Morning" - 5:31
14. "WCSR" (com Snoop Dogg) - 4:44

## Paradas
| Ano  | Parada        | Posição |
| ---- | ------------- | ------- |
| 2001 | Billboard 200 | 3       |